# Hemigraphis viridis
Hemigraphis viridis är en akantusväxtart som beskrevs av Merrill. Hemigraphis viridis ingår i släktet Hemigraphis och familjen akantusväxter. Inga underarter finns listade i Catalogue of Life.